# Дуе (Росія)
Дуе́ (рос. Дуэ) — село (колишнє селище міського типу) у складі Александровськ-Сахалінського району Хабаровського краю, Росія.

## Історія
Село є найстарішим із існуючих населеним пунктом на острові. Утворений 1852 року як Сахалінський військовий пост. Пізніше був перейменований на честь мису Дуе, який Лаперуз назвав на честь французького містечка Дуе.
1929 року село отримало статус селища міського типу, так як у ньому працювала вугільна шахта Макар'євська. 1977 року шахта була закрита, в середині 1990-их років закрили садочок та школу. 2004 року Дуе втратило міський статус і стало селом.

## Населення
Населення — 112 осіб (2010; 207 у 2002).
| 1939 | 1959  | 1970  | 1979 | 1989 | 2002 | 2010 |
| ---- | ----- | ----- | ---- | ---- | ---- | ---- |
| 1832 | ↗3413 | ↘2305 | ↘525 | ↘411 | ↘207 | ↘112 |
| 2013 |       |       |      |      |      |      |
| ↘89  |       |       |      |      |      |      |